# Perks and Tit
Perks & Tit – koncertowy album zespołu Deep Purple zarejestrowany w San Diego Sports Arena 9 kwietnia 1974, podczas amerykańskiego tournée zespołu promującego płytę Burn. Album wydano w roku 2004 w jego 30. rocznicę i 29. rocznicę rozpadu zespołu (Mark III). Album został wyprodukowany oficjalnie (dostępny tylko w sprzedaży wysyłkowej) przez Purple Records oraz Deep Purple Appreciation Society (DPAS) i przez ograniczony czas tłoczony w Sonic Zoom. Jednak w ciągu 30 lat ukazało się wiele bootlegów tego koncertu.
Album został zarejestrowany na ostatnim koncercie bardzo dobrze przyjętego amerykańskiego tournée – pierwszego przedstawiającego nowych członków Davida Coverdale'a (śpiew) i Glenna Hughesa (gitara basowa, śpiew), którzy zmienili Iana Gillana i Rogera Glovera, tylko 3 dni po legendarnym występie na California Jam. Wielu fanów oglądających obydwa koncerty zgadzało się, że zespół poradził sobie z tym koncertem, osiągając nowy poziom muzycznej świetności.
Chociaż koncert ten uważany jest za jeden z najlepszych w karierze zespołu, album nie zawiera jego całości. "Oficjalnie" nie było planów aby rejestrować koncert (fakt ten potwierdził sam Hughes podczas występu). Na płycie brakuje utworów "You Fool No One" i bisu "Space Truckin". Czas zapisu wynosi około  50 minut, podczas gdy koncert trwał blisko 80 minut.
Koncert ponownie wydany został przez Purple Records (Sonic Zoom) 3 września 2007 roku i zatytułowany Live in San Diego 1974. Materiał muzyczny został w pełni odrestaurowany i wyczyszczony ale nadal przedstawia tę samą, niekompletną listę utworów – podobnie jak wydanie oryginalne.

## Lista utworów
Wszystkie napisali David Coverdale, Ritchie Blackmore, Jon Lord, Glenn Hughes i Ian Paice, z wyjątkiem opisanych.
| 1. | "Burn"                                                                  |  |
|    |                                                                         |  |
| 2. | "Might Just Take Your Life"                                             |  |
|    |                                                                         |  |
| 3. | "Lay Down, Stay Down"                                                   |  |
|    |                                                                         |  |
| 4. | "Mistreated" (Coverdale, Blackmore)                                     |  |
|    |                                                                         |  |
| 5. | "Smoke on the Water" (Ian Gillan, Blackmore, Roger Glover, Lord, Paice) |  |
|    |                                                                         |  |
| 6. | "Keyboard Solo" (Lord)                                                  |  |
|    |                                                                         |  |

## Wykonawcy
- David Coverdale - śpiew
- Ritchie Blackmore - gitara
- Glenn Hughes - gitara basowa, śpiew
- Jon Lord - organy Hammonda, syntezatory
- Ian Paice - perkusja